# Кубок конфедерацій
Ку́бок конфедера́цій (англ. FIFA Confederations Cup) — колишнє змагання національних збірних, що проводилось під патронатом ФІФА. У період з 2001 по 2017 рік (за винятком 2003 року) турнір проходив у країні, яка у наступному році мала приймати чемпіонат світу, виступаючи тестовою подією для головного турніру.
В турнірі брали участь чемпіони всіх конфедерацій (АФК, КАФ, КОНКАКАФ, КОНМЕБОЛ, ОФК і УЄФА), а також чемпіон світу та господар наступного чемпіонату світу. Коли чемпіон світу був також переможцем континентального чемпіонату, для участі в турнірі запрошувався фіналіст континентального чемпіонату. Таким чином, в кубку брали участь вісім команд, які за допомогою жеребкування розділяли на дві групи по 4 збірні. Дві найкращі збірні з кожної групи виходили до півфіналів за схемою: чемпіон однієї групи проти команди, що посіла друге місце у іншій групі. Переможці півфіналів і проводили вирішальний фінальний матч у якому визначався переможець турніру.
У березні 2019 року ФІФА підтвердила, що турнір більше не буде проводитись внаслідок розширення клубного чемпіонату світу в 2021 році.

## Історія
Кубок конфедерацій з'явився зі змагання Кубок короля Фахда], який проходив за схожою схемою в Саудівській Аравії в 1992 і 1995 роках. 1997 року ФІФА організувала перший офіційний Кубок і затвердила його проведення кожні два роки. З 2005 року Кубок став проводитися кожні чотири роки в країні-господарці наступного чемпіонату світу, за рік до його початку. Таким чином, Кубок конфедерацій є своєрідною репетицією перед чемпіонатом світу.
У 2003 році на Кубку сталася трагедія. Під час півфінального матчу проти Колумбії помер від серцевого нападу камерунський гравець Марк-Вів'єн Фое.
За всю історію турніру Кубка конфедерацій його переможцями ставали 6 збірних: Аргентина, Данія (ще як кубок Короля Фахда), Бразилія (рекордні чотири рази), Мексика, Франція (двічі) і Німеччина. Оостаннім володарем кубка стала національна збірна Німеччини, яка завоювала титул на Кубку конфедерацій в Росії в 2017 році.
У 2016 році Асоціація європейських футбольних клубів (ЕСА) почала вести переговори з ФІФА про зміну формату клубного чемпіонату світу з метою збільшення кількості учасників турніру з 8 до 16 або 24 команд і зміну часу його проведення на літо кожного другого року. Якщо переговори увінчаються успіхом, то Кубок конфедерацій буде скасований, а його місце займе реформований Клубний чемпіонат світу. Крім того, висловлювалися пропозиції замінити Кубок конфедерацій «лігою націй» аналогічно Лізі націй УЄФА і Лізі націй КОНКАКАФ. 
В результаті переговори завершилися успіхом, про що офіційно було повідомлено у березні 2019 року і з 2021 року замість Кубка конфедерацій став проводитись розширений Клубний чемпіонат світу з футболу. Таким чином, Кубок конфедерацій 2017 року став останнім змаганням в історії цього турніру.

### Скасування турніру
Спочатку Кубок конфедерацій 2021 року мав пройти в Катарі, країні-господарці чемпіонату світу 2022 року, про що було оголошено 2 грудня 2010 року після того, як країна отримала право на проведення «мундіалю». Однак виникли занепокоєння з приводу високих температур Катару в літній період (що також призвело до перенесення чемпіонату світу з традиційного періоду червень-липень на листопад-грудень).
25 лютого 2015 року це призвело до того, що ФІФА офіційно оголосила, що перенесе Кубок Конфедерацій 2021 року в іншу країну Азійської конфедерації футболу, тому його все можна буде проводити під час традиційного періоду червень-липень 2021 року, не перериваючи національні чемпіонати. Як компенсацію черговий турнір ФІФА, потенційно Клубний чемпіонат світу мав бути наданий для проведення Катару як підготовка до ЧС-2022. В підсумку Катар став господарем клубних чемпіонатів світу 2019 та 2020 років.
У жовтні 2017 року ФІФА оприлюднила плани взагалі скасувати Кубок конфедерацій та замінити його клубним чемпіонатом світу, який би проводився в цей час раз на чотири роки і був розширений до 24 команд. 15 березня 2019 року ФІФА оголосила, що Кубок конфедерацій буде скасований, а замість нього в цей же час мав відбутись клубний чемпіонат світу 2021 року в Китаї, втім і його було перенесено через пандемію COVID-19.

## Результати фінальних матчів

### Кубок Короля Фахда
| № | Рік               | Місце проведення  | Чемпіон   | Рахунок | Фіналіст          |
| 1 | 1992 (детальніше) | Саудівська Аравія | Аргентина | 3:1     | Саудівська Аравія |
| 2 | 1995 (детальніше) | Саудівська Аравія | Данія     | 2:0     | Аргентина         |

### Кубок Конфедерацій
| № | Рік               | Місце проведення      | Чемпіон   | Рахунок | Фіналіст  |
| 1 | 1997 (детальніше) | Саудівська Аравія     | Бразилія  | 3:1     | Австралія |
| 2 | 1999 (детальніше) | Мексика               | Мексика   | 4:3     | Бразилія  |
| 3 | 2001 (детальніше) | Південна Корея Японія | Франція   | 1:0     | Японія    |
| 4 | 2003 (детальніше) | Франція               | Франція   | 1:0     | Камерун   |
| 5 | 2005 (детальніше) | Німеччина             | Бразилія  | 4:1     | Аргентина |
| 6 | 2009 (детальніше) | ПАР                   | Бразилія  | 3:2     | США       |
| 7 | 2013 (детальніше) | Бразилія              | Бразилія  | 3:0     | Іспанія   |
| 8 | 2017 (детальніше) | Росія                 | Німеччина | 1:0     | Чилі      |

## Статистика

### Призери
| Збірна            | Перемог                    | Фіналів        | Третіх місць   |
| ----------------- | -------------------------- | -------------- | -------------- |
| Бразилія          | 4 (1997, 2005, 2009, 2013) | 1 (1999)       |                |
| Франція           | 2 (2001, 2003)             |                |                |
| Аргентина         | 1 (1992)                   | 2 (1995, 2005) |                |
| Мексика           | 1 (1999)                   |                | 1 (1995)       |
| Німеччина         | 1 (2017)                   | -              | 1 (2005)       |
| Данія             | 1 (1995)                   |                |                |
| США               | -                          | 1 (2009)       | 2 (1992, 1999) |
| Австралія         | -                          | 1 (1997)       | 1 (2001)       |
| Іспанія           | -                          | 1 (2013)       | 1 (2009)       |
| Камерун           | -                          | 1 (2003)       |                |
| Японія            | -                          | 1 (2001)       |                |
| Саудівська Аравія | -                          | 1 (1992)       |                |
| Чилі              | -                          | 1 (2017)       |                |
| Італія            | -                          | -              | 1 (2013)       |
| Португалія        | -                          | -              | 1 (2017)       |
| Туреччина         | -                          | -              | 1 (2003)       |
| Чехія             | -                          | -              | 1 (1997)       |

### Найкращі бомбардири
| Гравець           | Збірна            | Голів |
| ----------------- | ----------------- | ----- |
| Куаутемок Бланко  | Мексика           | 9     |
| Роналдіньо        | Бразилія          | 9     |
| Адріано           | Бразилія          | 7     |
| Ромаріо           | Бразилія          | 7     |
| Марзук аль-Отаїбі | Саудівська Аравія | 6     |
| Алекс             | Бразилія          | 5     |
| Джон Алоїзі       | Австралія         | 5     |
| Луїс Фабіано      | Бразилія          | 5     |
| Робер Пірес       | Франція           | 5     |
| Владімір Шміцер   | Чехія             | 5     |

## Нагороди

### Золотий м'яч
Золотий м'яч присуджують найкращому гравцеві турніру. Його обирають шляхом опитування засобів масової інформації.
| Рік  | Переможець     |
| ---- | -------------- |
| 1997 | Денілсон       |
| 1999 | Роналдіньо     |
| 2001 | Робер Пірес    |
| 2003 | Тьєррі Анрі    |
| 2005 | Адріано        |
| 2009 | Кака           |
| 2013 | Неймар         |
| 2017 | Юліан Дракслер |

### Золотий бутс
Золотий бутс присуджують найкращому бомбардиру турніру. Якщо більше ніж один гравець мають однакову кількість голів, переможця обирають за більшою кількістю результативних передач під час турніру.
| Рік  | Переможець      | Голів |
| ---- | --------------- | ----- |
| 1997 | Ромаріо         | 7     |
| 1999 | Роналдіньо      | 6     |
| 2001 | Робер Пірес     | 2     |
| 2003 | Тьєррі Анрі     | 4     |
| 2005 | Адріано         | 5     |
| 2009 | Луїс Фабіано    | 5     |
| 2013 | Фернандо Торрес | 5     |
| 2017 | Тімо Вернер     | 3     |

### Золота рукавиця
Золоту рукавицю присуджують найкращому воротареві турніру.
| Рік  | Переможець      |
| ---- | --------------- |
| 2005 | Освальдо Санчес |
| 2009 | Тім Говард      |
| 2013 | Жуліо Сезар     |
| 2017 | Клаудіо Браво   |

### Нагорода Фейр-Плей від ФІФА
| Рік  | Переможець              |
| ---- | ----------------------- |
| 1997 | ПАР                     |
| 1999 | Нова Зеландія, Бразилія |
| 2001 | Японія                  |
| 2003 | Японія                  |
| 2005 | Греція                  |
| 2009 | Бразилія                |
| 2013 | Іспанія                 |
| 2017 | Німеччина               |

## Загальна статистика збірних
Станом на 3 липня 2017.
| #  | Збірна            | У | І  | В  | Н | П  | ГЗ | ГП | РГ  | О  | Т |
| -- | ----------------- | - | -- | -- | - | -- | -- | -- | --- | -- | - |
| 1  | Бразилія          | 7 | 33 | 23 | 5 | 5  | 78 | 28 | +50 | 74 | 4 |
| 2  | Мексика           | 7 | 27 | 11 | 6 | 10 | 44 | 43 | +1  | 39 | 1 |
| 3  | Франція           | 2 | 10 | 9  | 0 | 1  | 24 | 5  | +19 | 27 | 2 |
| 4  | Німеччина         | 3 | 13 | 8  | 2 | 3  | 29 | 22 | +7  | 26 | 1 |
| 5  | Іспанія           | 2 | 10 | 7  | 1 | 2  | 26 | 8  | +18 | 22 | – |
| 6  | США               | 4 | 15 | 6  | 1 | 8  | 20 | 20 | 0   | 19 | – |
| 7  | Аргентина         | 3 | 10 | 5  | 3 | 2  | 22 | 14 | +8  | 18 | 1 |
| 8  | Австралія         | 4 | 16 | 5  | 3 | 8  | 17 | 25 | -8  | 18 | – |
| 9  | Японія            | 5 | 17 | 5  | 2 | 10 | 19 | 25 | -6  | 17 | – |
| 10 | Уругвай           | 2 | 10 | 5  | 1 | 4  | 22 | 13 | +9  | 16 | – |
| 11 | Камерун           | 3 | 11 | 4  | 2 | 5  | 7  | 11 | -4  | 14 | – |
| 12 | Португалія        | 1 | 5  | 3  | 2 | 0  | 9  | 3  | +6  | 11 | – |
| 13 | Італія            | 2 | 8  | 3  | 2 | 3  | 13 | 15 | -2  | 11 | – |
| 14 | Саудівська Аравія | 4 | 12 | 3  | 1 | 8  | 13 | 31 | -18 | 10 | – |
| 15 | Нігерія           | 2 | 6  | 2  | 2 | 2  | 11 | 7  | +4  | 8  | – |
| 16 | Данія             | 1 | 3  | 2  | 1 | 0  | 5  | 1  | +4  | 7  | 1 |
| 17 | Чехія             | 1 | 5  | 2  | 1 | 2  | 10 | 7  | +3  | 7  | – |
| 18 | Туреччина         | 1 | 5  | 2  | 1 | 2  | 8  | 8  | 0   | 7  | – |
| 19 | Чилі              | 1 | 5  | 1  | 3 | 1  | 4  | 3  | +1  | 6  | – |
| 20 | Колумбія          | 1 | 5  | 2  | 0 | 3  | 5  | 5  | 0   | 6  | – |
| 21 | Південна Корея    | 1 | 3  | 2  | 0 | 1  | 3  | 6  | -3  | 6  | – |
| 22 | ПАР               | 2 | 8  | 1  | 2 | 5  | 9  | 13 | -4  | 5  | – |
| 23 | Єгипет            | 2 | 6  | 1  | 2 | 3  | 8  | 17 | -9  | 5  | – |
| 24 | Росія             | 1 | 3  | 1  | 0 | 2  | 3  | 3  | 0   | 3  | – |
| 25 | Туніс             | 1 | 3  | 1  | 0 | 2  | 3  | 5  | -2  | 3  | – |
| 26 | ОАЕ               | 1 | 3  | 1  | 0 | 2  | 2  | 8  | -6  | 3  | – |
| 27 | Болівія           | 1 | 3  | 0  | 2 | 1  | 2  | 3  | -1  | 2  | – |
| 28 | Ірак              | 1 | 3  | 0  | 2 | 1  | 0  | 1  | -1  | 2  | – |
| 29 | Греція            | 1 | 3  | 0  | 1 | 2  | 0  | 4  | -4  | 1  | – |
| 30 | Канада            | 1 | 3  | 0  | 1 | 2  | 0  | 5  | -5  | 1  | – |
| 31 | Нова Зеландія     | 4 | 12 | 0  | 1 | 11 | 3  | 32 | -29 | 1  | – |
| 32 | Кот-д'Івуар       | 1 | 2  | 0  | 0 | 2  | 2  | 9  | -7  | 0  | – |
| 33 | Таїті             | 1 | 3  | 0  | 0 | 3  | 1  | 24 | -23 | 0  | – |